# Merveille Papela
Matondo-Merveille Papela (* 18. Januar 2001 in Mainz) ist ein deutscher Fußballspieler. Der ehemalige Nachwuchsnationalspieler spielte von 2011 (U11) bis 2024 beim 1. FSV Mainz 05. Seither steht er beim SV Darmstadt 98 unter Vertrag.

## Karriere

### Im Verein
Im Jahr 2011 wechselte der Mittelfeldspieler vom TSV Schott Mainz in das Nachwuchsleistungszentrum des 1. FSV Mainz 05 und durchlief ab den E1-Junioren (U11) sämtliche Jugendmannschaften. Dabei spielte er in den Spielzeiten 2016/17 und 2017/18 mit den B1-Junioren in der B-Junioren-Bundesliga. Nachdem er im Frühjahr 2018 zweimal für die A-Junioren (U19) in der A-Junioren-Bundesliga (Fußball) zum Einsatz gekommen war, spielte er ab der Saison 2018/19 regulär unter Cheftrainer Bo Svensson in der U19. 
Im Sommer 2019 absolvierte der 18-Jährige unter Trainer Sandro Schwarz die Saisonvorbereitung mit der Profimannschaft und erhielt im September 2019 einen bis zum 30. Juni 2023 laufenden Profivertrag. Die Saison 2019/20, seine letzte Spielzeit bei den Junioren, verbrachte Papela in der inzwischen von Benjamin Hoffmann trainierten U19.
Zur Saison 2020/21 rückte Papela in den Profikader von Achim Beierlorzer, der Sandro Schwarz als Trainer abgelöst hatte, auf. Unter Beierlorzer fand der Mittelfeldspieler keine Berücksichtigung; unter dessen Nachfolger Jan-Moritz Lichte stand er am 10. Spieltag im 20-köpfigen Spieltagskader. Papela sammelte parallel Spielpraxis in der zweiten Mannschaft in der viertklassigen Regionalliga Südwest. Am 3. Januar 2021 debütierte er im Alter von 19 Jahren unter Interimstrainer Jan Siewert in der Bundesliga bei der 2:5-Niederlage am 14. Spieltag gegen den FC Bayern München; er wurde kurz vor dem Spielende eingewechselt. Einen Tag später wurde sein ehemaliger U19-Trainer Bo Svensson als neuer Cheftrainer von Mainz 05 vorgestellt.
Am 24. August 2022, nach dem 3. Spieltag der Saison 2022/23, wurde Papelas Vertragslaufzeit bei Mainz 05 bis 2024 verlängert. Er hatte bis dahin fünfmal als Einwechselspieler für die Mainzer in der Bundesliga gespielt. Gleichzeitig wurde er bis Saisonende an den Zweitligisten SV Sandhausen verliehen. In 19 Spielen erzielte er zwei Tore für die Sandhausener; die Mannschaft stieg zum Saisonende 2022/23 aus der 2. Liga ab. Anschließend kehrte Papela zu Mainz 05 zurück. Im Sommer 2024 wechselte er zum SV Darmstadt 98.

### In der Nationalmannschaft
Papela absolvierte im Mai 2016 zwei Länderspiele für die deutsche U15-Nationalmannschaft. Von September 2016 bis Mai 2017 folgten acht Einsätze für die U16-Auswahl. Von September 2017 bis Mai 2018 war Papela 12-mal in der U17 aktiv und erzielte ein Tor. Mit der U17 nahm er an der U17-Europameisterschaft 2018 in England teil. Anschließend war er von November 2018 bis Mai 2019 viermal in der U18-Auswahl aktiv. Im September 2020 spielte Papela zweimal in der U20-Nationalmannschaft.